# Molophilus (Austromolophilus) benesignatus
Molophilus (Austromolophilus) benesignatus is een tweevleugelige uit de familie steltmuggen (Limoniidae). De soort komt voor in het Australaziatisch gebied.